# Keselyűfejű gyöngytyúk

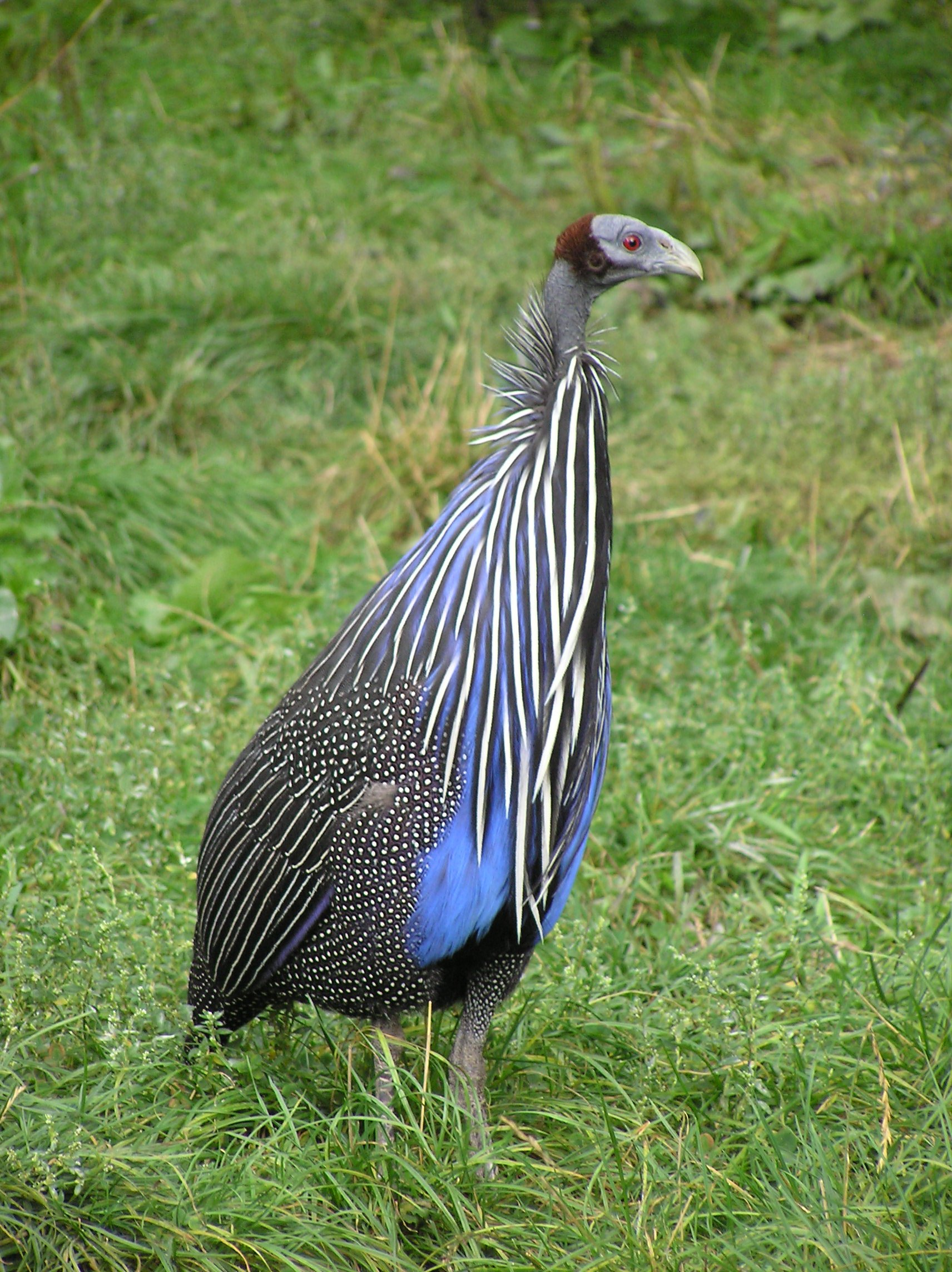

A keselyűfejű gyöngytyúk (Acryllium vulturinum) a madarak (Aves) osztályának tyúkalakúak (Galliformes) rendjébe, ezen belül a gyöngytyúkfélék (Numididae) családjába tartozó faj.
Az Acryllium madárnem egyetlen faja.
E gyöngytyúk feje csupasz és csőre görbe, innen kapta a „keselyűfejű” nevet.

## Előfordulása
Etiópiában, Szomáliában és Kenyában él a félsivatagi bozótosokban. Elterjedési területének határa Uganda és Tanzánia északkeleti része.

## Megjelenése
Testhossza 61–70 centiméter, szárnyfesztávolsága 28–31 centiméter, testtömege pedig 1,1–1,6 kilogramm. Tollazata csillogó kobaltkék, lila, fekete és fehér színű.
|  |

## Életmódja
E madár társas lény és a talajon él. Tápláléka magvak és más növényi részek, bogyók és rovarok.

## Szaporodása
A költési időszak, az esőktől függően rendszerint júniusban és a decembertől januárig terjedő időszakban van. A fészek egy talajmélyedésből áll. Egy fészekaljban 8-15 krémszínű vagy halványbarna tojás van, ezeken csak a tojó kotlik 23-28 napig. Mindjárt kikelés után a fiókák elhagyják a fészket és a hím eteti őket. A fiókáknak 14 napos korukban fejlődnek ki az evezőtollaik.